# Phylloboletellus
Phylloboletellus là một chi nấm thuộc họ Boletaceae.